# Petr Jurečka
Petr Jurečka (* 22. října 1976, Havířov) je bývalý český hokejový obránce. Většinu kariéry strávil ve Vítkovicích. Mezi jeho další působiště patří Ytong Brno a Kroměříž. Po sezoně 2009/10, kdy získal stříbrnou medaili v české Extralize jako člen kádru klubu Vítkovic mu vypršela smlouva, a tím skončilo jeho působení na extraligových kolbištích. V současné době podniká.

## Hráčská kariéra
- 1997/1998 HC Vítkovice Steel (E)
- 1998/1999 HC Vítkovice Steel (E)
- 1999/2000 HC Vítkovice Steel (E)
- 2000/2001 HC Ytong Brno (1. liga)
- 2001/2002 HC Vítkovice Steel (E)
- 2002/2003 HC Vítkovice Steel (E)
- 2003/2004 HC Vítkovice Steel (E)
- 2004/2005 HK Kroměříž (2. liga)
- 2005/2006 HC Vítkovice Steel (E)
- 2006/2007 HC Vítkovice Steel (E)
- 2007/2008 HC Vítkovice Steel (E)
- 2008/2009 HC Vítkovice Steel (E)
- 2009/2010 HC Vítkovice Steel (E)